# Trädmattvävare
Trädmattvävare (Lepthyphantes minutus) är en spindelart som först beskrevs av John Blackwall 1833.  Trädmattvävare ingår i släktet Lepthyphantes och familjen täckvävarspindlar. Arten är reproducerande i Sverige. Inga underarter finns listade i Catalogue of Life.